# باشگاه فوتبال فیض‌خند
باشگاه فوتبال فیض‌خند یک باشگاه فوتبال در شهر واسع تاجیکستان است. این باشگاه در لیگ عالی تاجیکستان بازی می‌کند.